# The Good Fight (ER)
The Good Fight is de achtste aflevering van het vijfde seizoen van de televisieserie ER, die voor het eerst werd uitgezonden op 19 november 1998.

## Verhaal
Een vader wordt met zijn dochter na een auto-ongeluk gewond bij de SEH binnengebracht. De dochter moet geopereerd worden en heeft hierbij een bloedtransfusie nodig met een zeldzaam bloedtype. Dit bloedtype is op het moment niet op voorraad en zij ontdekken dat haar vader hetzelfde bloedtype heeft. Lucy Knight wil haar vader vragen om bloed te geven, dan ontdekt zij dat de vader gevlucht is uit het ziekenhuis. Dr. Benton moet haar opereren en besluit om dit zonder bloed te doen. Hij beseft dat hier grote risico’s aan kleven. Ondertussen gaan dr. Carter en Knight op zoek naar de verdwenen vader. Zij komen een tal van obstakels tegen tijdens hun zoektocht, het ergste is als dr. Carter valt en zijn schouder uit de kom raakt. Uiteindelijk geven zij de zoektocht op en besluiten om een hapje te gaan eten in het restaurant tegenover het ziekenhuis. Daar ontdekken zij dat de vader de hele tijd in het restaurant gezeten heeft. Nu kan hij snel zijn bloed geven voor zijn dochter zodat zij er weer bovenop kan komen. 

## Rolverdeling

### Hoofdrollen
- Anthony Edwards - Dr. Mark Greene
- George Clooney - Dr. Doug Ross
- Noah Wyle - Dr. John Carter
- Eriq La Salle - Dr. Peter Benton
- Laura Innes - Dr. Kerry Weaver
- Alex Kingston - Dr. Elizabeth Corday
- Jorja Fox - Dr. Maggie Doyle
- John Aylward - Dr. Donald Anspaugh
- David Brisbin - Dr. Alexander Babcock
- Gloria Reuben - Jeanie Boulet
- Kellie Martin - Lucy Knight
- Julianna Margulies - verpleegster Carol Hathaway
- Bellina Logan - verpleegster Kit
- Dinah Lenney - verpleegster Shirley
- Conni Marie Brazelton - verpleegster Connie Oligario
- Laura Cerón - verpleegster Chuny Marquez
- Abraham Benrubi - Jerry Markovic

### Gastrollen (selectie)
- Julie Bowen - Roxanne Please
- Kathe Mazur - Mrs. Nelson
- John Thaddeus -  Keith Nelson
- Rich Komenich - autohandelaar
- Roderick Peeples  - de Slager
- Kwame Amoaku - buurman
- Mike Bacarella - taxichauffeur
- Joanie Fox - serveerster
- Cerall Duncan - Mrs. Price